# Oligodon melanozonatus
Oligodon melanozonatus là một loài rắn trong họ Rắn nước. Loài này được Wall mô tả khoa học đầu tiên năm 1922.